# Brock Montpetit
Brock Montpetit, född 3 april 1990 i Somerset, Wisconsin, är en amerikansk före detta professionell ishockeyspelare, mest känd för sin insats i Kvalserien till SHL 2016 mot MoDo Hockey då han avgjorde matchserien på övertid i Fjällräven Center och förde upp Leksands IF till SHL.
Han värvades till Västerås IK säsongen 2014/2015. Påföljande säsong, skrev han kontrakt med Leksands IF. Han valde att avsluta sin aktiva ishockeykarriär efter säsongen 2015/2016, 26 år gammal.